# Yunnanilus niger
Yunnanilus niger är en fiskart som beskrevs av Maurice Kottelat och Chu, 1988. Yunnanilus niger ingår i släktet Yunnanilus och familjen grönlingsfiskar. IUCN kategoriserar arten globalt som sårbar. Inga underarter finns listade i Catalogue of Life.